# Sipora-Gleithörnchen
Das Sipora-Gleithörnchen (Hylopetes sipora) ist ein Gleithörnchen aus der Gattung der Pfeilschwanz-Gleithörnchen (Hylopetes). Die Art kommt ausschließlich auf der Insel Sipora, einer der Mentawai-Inseln in Indonesien, vor.

## Merkmale
Das Sipora-Gleithörnchen erreicht eine Kopf-Rumpf-Länge von etwa 14 Zentimetern und ein Gewicht von etwa 90 Gramm. Die Rückenfärbung ist braun, die Bauchseite sandbraun bis orangefarben-sandbraun mit einem weißen Fleck an der Kehle. Der Schwanz ist dunkelbraun bis schwarz, am Ansatz etwas heller und mit einer weißen Spitze. Die Hände und Füße sind dunkelbraun.
Wie alle Gleithörnchen hat es eine behaarte Gleithaut, die Hand- und Fußgelenke miteinander verbindet und durch eine Hautfalte zwischen den Hinterbeinen und dem Schwanzansatz vergrößert wird. Die Gleithaut ist muskulös und am Rand verstärkt, sie kann entsprechend angespannt und erschlafft werden, um die Richtung des Gleitflugs zu kontrollieren.

## Verbreitung

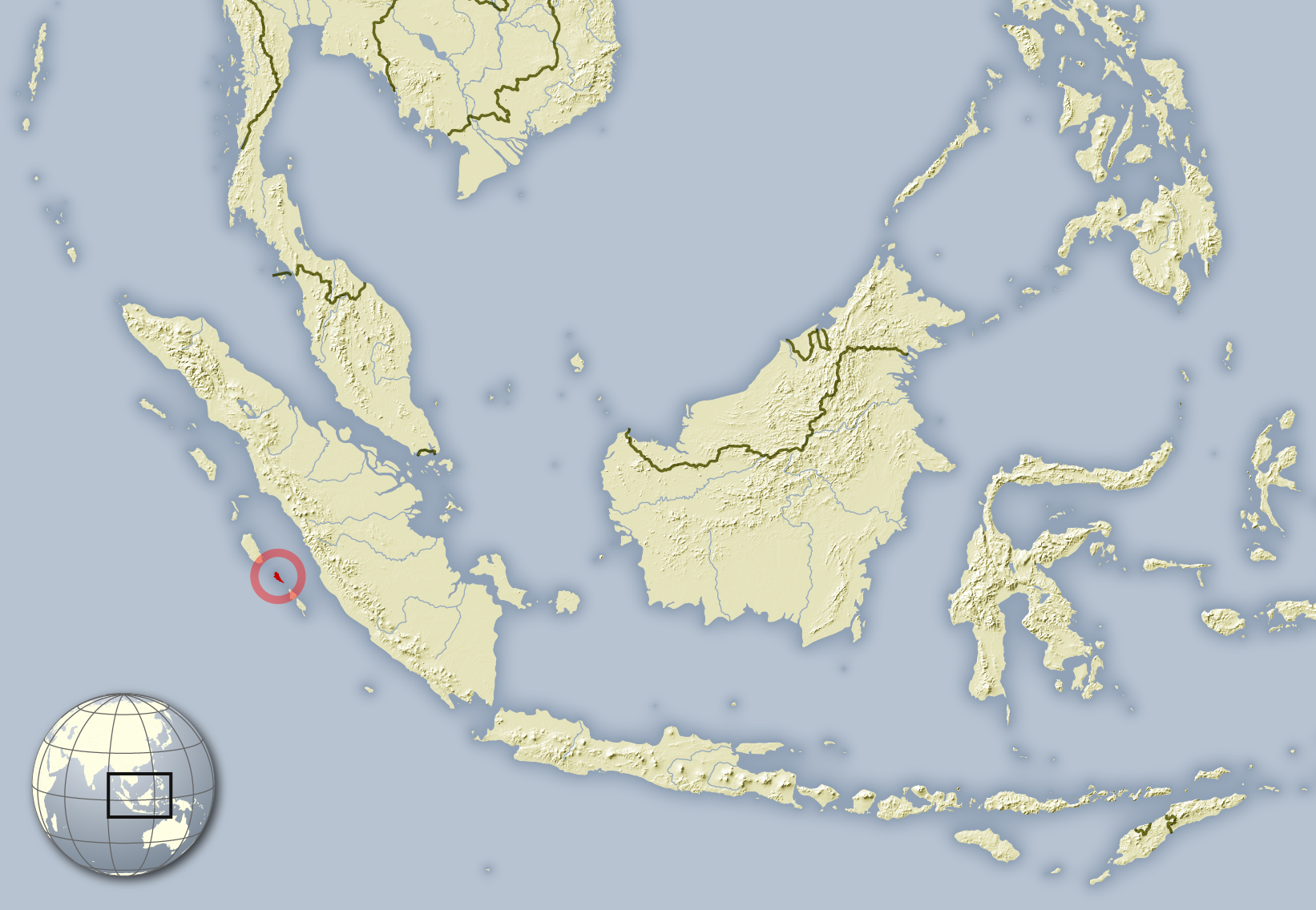
Verbreitungsgebiete des Sipora-Gleithörnchens

Das Sipora-Gleithörnchen kommt ausschließlich und damit endemisch auf der Insel Sipora, einer der Mentawai-Inseln in Indonesien, vor. Die Insel liegt südwestlich vor der Küste Sumatras.

## Lebensweise
Über die Lebensweise des Gleithörnchens liegen nur sehr wenige Daten vor. Der Lebensraum liegt im Flachland im tropischen bis subtropischen Primärwald. Wie andere Arten ist es wahrscheinlich strikt baumlebend und nachtaktiv.
Gemeinsam mit dem Mentawai-Gleithörnchen (Iomys sipora), dem Siberut-Gleithörnchen (Petinomys lugens), dem Mentawai-Hörnchen (Callosciurus melanogaster), Leopoldamys siporanus, Maxomys pagensis, Chiropodomys karlkoopmani, Rattus lugens, dem Mentawai-Baumhörnchen (Sundasciurus fraterculus) und dem Mentawai-Dreistreifenhörnchen (Lariscus obscurus) stellt das Sipora-Gleithörnchen die endemische Nagetierfauna der Mentawai-Inseln dar.

## Systematik
Das Sipora-Gleithörnchen wird als eigenständige Art innerhalb der Gattung der Pfeilschwanz-Gleithörnchen (Hylopetes) eingeordnet, die insgesamt neun Arten enthält. Die wissenschaftliche Erstbeschreibung stammt von Frederick Nutter Chasen aus dem Jahr 1940 anhand eines Individuums von der Insel Sipora. Ursprünglich wurde das Sipora-Gleithörnchen dem Rotwangen-Gleithörnchen (Hylopetes spadiceus) zugewiesen.
Innerhalb der Art werden keine Unterarten unterschieden.

## Bestand, Gefährdung und Schutz
Das Sipora-Gleithörnchen wird aufgrund des kleinen Verbreitungsgebietes und der Rückgänge des Bestandes von der International Union for Conservation of Nature and Natural Resources (IUCN) als stark gefährdet („endangered“) gelistet. Das Verbreitungsgebiet ist auf die nur 845 km2 große Insel Sipora begrenzt, zugleich gehen die Bestände der Art aufgrund des Holzeinschlags und der damit verbundenen Lebensraumverschlechterung auf der Insel zurück. Als Hauptgefährdungsursache wird entsprechend der Lebensraumverlust durch die Umwandlung von Wäldern in landwirtschaftliche Flächen sowie der Holzeinschlag angesehen.

## Belege
1. 1 2 3 4 5 6  Richard W. Thorington Jr., John L. Koprowski, Michael A. Steele: Squirrels of the World. Johns Hopkins University Press, Baltimore MD 2012; S. 103. ISBN 978-1-4214-0469-1
2. 1 2 3 4  Hylopetes sipora in der Roten Liste gefährdeter Arten der IUCN 2014.1. Eingestellt von: L. Ruedas, J.W. Duckworth, B.  Lee, R.J. Tizard, 2008. Abgerufen am 2. Juli 2014.
3. ↑  Don E. Wilson & DeeAnn M. Reeder (Hrsg.): Leopoldamys siporanus in Mammal Species of the World. A Taxonomic and Geographic Reference (3rd ed).
4. 1 2 3 4  Don E. Wilson & DeeAnn M. Reeder (Hrsg.): Hylopetes sipora in Mammal Species of the World. A Taxonomic and Geographic Reference (3rd ed).